# Glenn Thodé
Glenn Albert Edward Thodé (Bonaire, 1 november 1965) was de eerste gezaghebber van Bonaire als bijzondere gemeente van Nederland. Hij was ook tot 9 oktober 2010, het moment waarop de Nederlandse Antillen als land werden opgeheven de laatste gezaghebber van het eilandgebied Bonaire. Sedert 2020 is hij lid van College financieel toezicht Bonaire, Sint Eustatius en Saba.

## Leven
Thodé werd geboren op Bonaire als oudste van vier kinderen uit het gezin van Eddy Thodé en Hendrika Snijder. Hij kwam op jonge leeftijd naar Aruba waar hij opgroeide en in 1985 het vwo-diploma behaalde aan het Colegio Arubano. Na een carrière te zijn begonnen in de IT ging hij rechten studeren aan de Universiteit van Aruba (UA). Tijdens zijn studie was hij betrokken bij de wetswinkel "Tienda di Ley" en was hij co-auteur van het boek Milieu en Ruimtelijke ordening in Aruba (1995). Na het behalen van het meesterstitel stapte hij over naar de academische wereld, waar hij onder meer als docent en wetenschappelijk (hoofd)medewerker strafrecht en strafprocesrecht verbonden was aan de Universiteit van Aruba (UA) en de Rijksuniversiteit Groningen (RUG). Aan laatstgenoemde universiteit promoveerde hij in 2006.
Thodé werd in 2008 benoemd tot gezaghebber van Bonaire en werd op eigen verzoek per 1 januari 2012 ontslag verleend. Na de ontbinding van de Nederlandse Antillen in 2010 ging hij de geschiedenis in zijnde de laatste gezaghebber van het eilandgebied Bonaire en de eerste gezaghebber van Bonaire als openbaar lichaam van Nederland. Een referendum omtrent de invulling van het staatkundig proces, op verzoek van de Bonaireaanse eilandsraad, vond geen doorgang toen Thodé op 2 februari 2010 de referendumverordening opschortte en deze aan gouverneur Goedgedrag ter nietigverklaring voordroeg.  In 2012 keerde hij terug naar de Universiteit van Aruba als rector. In 2020 kondigde Thodé zijn ontslag aan wegens vestiging metterwoon in Nederland. Zijn vertrek als rector werd echter uitgesteld tot 1 juli 2021, toen Viola Heutger als opvolger aantrad. Per januari 2022 keerde hij terug naar de Rijksuniversiteit Groningen als onderwijsmedewerker. 
Thodé heeft bekleed en bekleedt nog diverse maatschappelijke functies in Aruba en Bonaire. Hij was onder meer voorzitter van de Raad van Toezicht van de Stichting Algemeen Pensioenfonds Aruba, de Kiesraad van Aruba (2017-17 juli 2021), Begeleidingscommissie Evaluatie Consensusrijkswetten Justitie en Dutch Caribbean Nature Alliance en was lid van de Evaluatiecommissie Staatkundige Structuur Caribisch Nederland (Commissie Spies). Naast het lidmaatschap van het Cft BES is hij voorzitter van de Commissie toezicht bescherming persoonsgegevens BES (vanaf 2014) en Stichting Nature Trust alsmede bestuurslid van de Stichting Scholengemeenschap Bonaire. Ook treedt hij op als adviseur van de dialooggroep slavernijverleden, een adviescollege ingesteld door minister Kajsa Ollongren. Met ingang van 1 juli 2020 werd Thodé door de Rijksministerraad benoemd tot lid van het College financieel toezicht Bonaire, Sint Eustatius en Saba (Cft BES) op voordracht van Bonaire, Sint Eustatius en Saba. Hij volgde Herbert Domacassé op. In 2023 werd hij voorzitter van de onderzoekscommissie Sociaal Minimum Caribisch Nederland en was daarvoor lid van de adviescommissie voor de invoering van wettelijke antidiscriminatievoorzieningen in Bonaire, Saba en St. Eustatius.
Op 17 december 2024 heeft de Rijksministerraad ingestemd met de voordracht voor benoeming bij koninklijk besluit van Thodé tot lid van het Kapittel voor de Civiele Orden. De benoeming gaat in op 1 januari 2025.
Thodé is gehuwd en heeft twee dochters.

## Publicaties
- Milieu en Ruimtelijke ordening in Aruba (1995)
- Een stelsel van strafvorderlijke waarborgen: een studie over rechtsbescherming en dwangmiddelen in de wetboeken van strafvordering van de Nederlandse Antillen en Aruba (proefschrift RUG, 2006)